# Taastrup
Taastrup este un oraș-satelit al Copenhagăi, localizat în partea de est a Danemarcei, în partea nordică a insulei Sjaelland. Aparține de comuna Høje-Taastrup.